# Line Luplau
Line Luplau   (Mern, 22 d'abril de 1823 - Frederiksberg, 10 de setembre de 1891) fou una sufragista i feminista danesa, cofundadora de Danske Kvindeforeningers Valgretsforbund (Unió del Sufragi de la Societat de Dones Daneses) i primera presidenta del 1889 al 1891.

## Biografia
Line Luplau nasqué el 22 d'abril del 1823 a Mern, filla del vicari Hans Christian Monrad (1780-1825) i de Ferdinandine Henriette Gieertsen (1783-1871). Es casà amb el vicari Daniel Carl Erhard Luplau (1818-1909) al 1847.
Luplau se sentia frustrada pel fet que a les dones no se'ls reconeguessen tots els drets humans a causa del seu sexe. Es considera que aquest interés es manifestà a partir del debat públic que va seguir la controvertida novel·la Clara Raphael de Mathilde Fibiger (1851). El seu espòs era vicari d'una parròquia de Slesvig-Holsten i la família es va veure obligada a anar-se'n a Varde quan aquesta part de Dinamarca es perdé després de la guerra del 1864. A Varde, Luplau fundà una organització de caritat i fou la primera dona de Dinamarca a parlar en un trobada nacional.

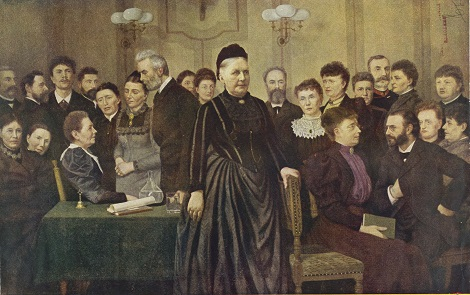
Line Luplau en primer pla en el retrat col·lectiu realitzat per la seua filla Marie Luplau, titulat Des dels primers dies de la lluita pel sufragi femení (1897)

El 1872, Luplau es feu membre de la branca local de l'organització de dones Dansk Kvindesamfund, juntament amb el seu espòs i la seva filla Marie Luplau. El seu interés pels drets de les dones se centrà en el sufragi femení i la igualtat de drets polítics i pertangué al grup d'oposició dins del DK. El 1888, donà una llista de 1.702 noms en suport a la moció de Fredrik Bajer en el parlament pel sufragi femení, com a representant del DK. El 1885, entrà dins l'organització de dones Kvindelig Fremskridtsforening, una fracció dels antics membres del DK, i va servir-ne en el comitè central el 1886. El 1886, es traslladà a Copenhaguen després de la jubilació del seu marit i el 1888 representà el KF en la primera conferència de dones nòrdiques a la capital, on ella i Johanne Meyer presentaren el sufragi femení com una de les quatre qüestions principals dins dels drets de les dones. Luplau fou una de les principals figures del moviment sufragista femení danès i treballà en la junta directiva del periòdic del KF, Hvad vaig vi vil, juntament amb Matilde Bajer, Anna Nielsen i Massi Bruhn.
El 1889, Luplau fundà l'organització sufragista Kvindevalgretsforeningen, juntament amb Louise Nørlund, i en fou presidenta del 1889 al 1891. El seu objectiu era formar una organització exclusiva per al sufragi femení, en lloc del DK i KF, que s'ocupaven de moltes qüestions feministes, i va obtenir el suport tant d'homes com de diversos grups polítics, especialment els d'esquerra. Luplau era una activista controvertida, estricta i enèrgica, amb un estil directe, que despertava fortes emocions, i no fou popular en altres grups de dones perquè consideraven que havia dividit el moviment feminista. El 1891, hagué de dimitir com a presidenta de la KVF per motius de salut i va morir aquest any a Frederiksberg.
El 1917, la seua filla Marie Luplau feu un retrat de grup per al parlament danès, que representava els membres destacats del moviment sufragista femení, en què Luplau es veia en primer pla.